# Olimpiadi degli scacchi del 1988
Le Olimpiadi degli scacchi del 1988 si tennero, come quattro anni prima, a Salonicco, in Grecia, dal 12 al 30 novembre. Comprendevano un torneo open e uno femminile.

## Partecipanti
Le seguenti nazioni parteciparono ad entrambi i tornei:
- Antille Olandesi
- Argentina
- Australia
- Austria
- Bangladesh
- Barbados
- Belgio
- Brasile
- Bulgaria
- Canada
- Cina
- Colombia
- Cecoslovacchia
- Cuba
- Danimarca
- Filippine
- Finlandia
- Francia
- Galles
- Germania Ovest
- Giamaica
- Grecia
- India
- Indonesia
- Inghilterra
- Irlanda
- Isole Vergini Americane
- Israele
- Italia
- Jugoslavia
- Libano
- Malaysia
- Malta
- Messico
- Paesi Bassi
- Nigeria
- Norvegia
- Nuova Zelanda
- Polonia
- Portogallo
- Porto Rico
- Rep. Dominicana
- Romania
- Scozia
- Seychelles
- Spagna
- Svezia
- Stati Uniti
- Svizzera
- Turchia
- Unione Sovietica
- Ungheria
- Uruguay
- Venezuela
- Zimbabwe

Al solo torneo open parteciparono inoltre:
- Albania
- Algeria
- Andorra
- Angola
- Bahamas
- Bermuda
- Bolivia
- Botswana
- Brunei
- Costa Rica
- Cipro
- Egitto
- El Salvador
- Emirati Arabi Uniti
- Figi
- Guernsey-Jersey[2]
- Germania Est
- Giappone
- Giordania
- Guatemala
- Haiti
- Hong Kong
- Honduras
- Islanda
- Fær Øer
- Isole Vergini Britanniche
- Kenya
- Libia
- Liechtenstein
- Lussemburgo
- Mali
- Marocco
- Mauritania
- Monaco
- Mauritius
- Pakistan
- Palestina
- Panama
- Paraguay
- Perù
- Qatar
- Senegal
- Singapore
- San Marino
- Sudan
- Suriname
- Siria
- Thailandia
- Uganda
- Yemen del Nord
- Zambia

## Torneo open
Il torneo open vide la partecipazione di 107 squadre (la Grecia, in quanto paese ospitante, ne schierò due, mentre il Cile, sebbene iscritto, non arrivò) di al più sei giocatori, di cui quattro titolari e due riserve: in totale i partecipanti furono 616. Come i precedenti, il torneo si giocò con il sistema svizzero, sulla lunghezza di 14 turni.
Il torneo vide la facile vittoria dell'Unione Sovietica, guidata da Kasparov e Karpov (che vinsero anche le medaglie d'oro individuali per la prima e la seconda scacchiera, nonché l'oro e l'argento nella classifica per prestazione Elo), che prese la testa della classifica dopo il quarto turno e non perse neppure una partita contro le altre squadre. La Svezia, dopo due vittorie per 3-1 contro la Danimarca e l'Ungheria, si pose al secondo posto al settimo turno, riuscendo poi a pareggiare con i sovietici; una sconfitta contro l'Inghilterra la fece tuttavia scendere in classifica. La lotta per la medaglia d'argento coinvolse allora, oltre agli inglesi, gli Stati Uniti, i Paesi Bassi e l'Ungheria, con la prima che conservò, fino ad un turno dal termine, un punto di vantaggio sulle altre.
All'ultimo turno, Stati Uniti e Ungheria pareggiarono, mentre gli inglesi persero per 1,5-2,5 contro gli olandesi; questi ultimi li raggiunsero quindi come punteggio, ma il bucholz gli assegnò il bronzo.

### Risultati assoluti
| Pos. | Squadra          | Giocatori | Elo  | Punti |
| ---- | ---------------- | --- | ---- | ----- |
|      | Unione Sovietica | GM Garri Kasparov, GM Anatolij Karpov, GM Artur Jusupov, GM Aleksandr Beljavskij, GM Jaan Ehlvest, GM Vasyl' Ivančuk                              | 2694 | 40,5  |
|      | Inghilterra      | GM Nigel Short, GM Jonathan Speelman, GM John Nunn, GM Murray Chandler, GM Jonathan Mestel, William Watson                                        | 2635 | 34,5  |
|      | Paesi Bassi      | GM John Van der Wiel, GM Gennadi Sosonko, MI Paul Van der Sterren, GM Jeroen Piket, Marinus Kuijf, Rudy Douven                                    | 2513 | 34,5  |
| 4    | Stati Uniti      | GM Yasser Seirawan, GM Boris Gul'ko, GM Joel Benjamin, GM Larry Christiansen, GM Sergey Kudrin, GM Nick De Firmian                                | 2580 | 34    |
| 5    | Ungheria         | GM Lajos Portisch, GM Zoltán Ribli, GM Gyula Sax, GM József Pintér, GM András Adorján, GM István Csom                                             | 2604 | 34    |
| 6    | Jugoslavia       | GM Ljubomir Ljubojević, GM Predrag Nikolić, GM Petar Popović, GM Dragoljub Velimirović, GM Ivan Sokolov, GM Vlatko Kovačevi                       | 2574 | 33,5  |
| 7    | Filippine        | GM Eugenio Torre, MI Rico Mascariñas, MI Ruben Rodríguez, Antoni oRogeilo jr, Eric Gloria, Rogelio Barcenilla                                     | 2435 | 33    |
| 8    | Cina             | Xu Jun, MI Ye Jiangchuan, Wang Zili, Lin Ta, Ye Rongguang, Tan Chengxuan                                                                          | 2441 | 33    |
| 9    | Cuba             | GM Jesús Nogueiras, GM Amador Rodríguez Céspedes, GM Guillermo García Gonzáles, Juan Borges Mateos, MI Reynaldo Vera González, GM Román Hernández | 2540 | 33    |
| 10   | Argentina        | MI Daniel Cámpora, GM Oscar Panno, MF Gerardo Barbero, MI Jorge Alberto Rubinetti, MF Pablo Ricardi, MI Jorge Gómez Baillo                        | 2486 | 33    |

### Risultati individuali
Furono assegnate medaglie ai giocatori di ogni scacchiera con le tre migliori percentuali di punti per partita e ai giocatori con le tre migliori prestazioni Elo.

#### Premi di scacchiera
|                                | Giocatore/Giocatrice  | Punti            | Partite          | %                |
| Prima scacchiera               | Prima scacchiera      | Prima scacchiera | Prima scacchiera | Prima scacchiera |
| ------------------------------ | --------------------- | ---------------- | ---------------- | ---------------- |
|                                | GM Garri Kasparov     | 8,5              | 10               | 85,0             |
|                                | GM Lajos Portisch     | 8,5              | 11               | 77,3             |
|                                | MF Suat Atalık        | 7,5              | 10               | 75,0             |
| Seconda scacchiera             |                       |                  |                  |                  |
|                                | GM Anatolij Karpov    | 8                | 10               | 80,0             |
|                                | MI António Palacios   | 7                | 9                | 77,8             |
|                                | Mike Senkiewicz       | 9                | 12               | 75,0             |
|                                | MI Mirza Shahzad      | 9                | 12               | 75,0             |
| Terza scacchiera               |                       |                  |                  |                  |
|                                | Rodrigo Reyes         | 7,5              | 10               | 75,0             |
|                                | GM John Nunn          | 8,5              | 12               | 70,8             |
|                                | Gustavo Hernández     | 9                | 13               | 69,2             |
|                                | MI Mihail Marin       | 9                | 13               | 69,2             |
|                                | Glaszlo Tapaszto      | 9                | 13               | 69,2             |
| Quarta scacchiera              |                       |                  |                  |                  |
|                                | MF Suchart Chaivichit | 8                | 9                | 88,9             |
|                                | Gorgui Gueye          | 9,5              | 12               | 79,2             |
|                                | Husein Battikhi       | 7                | 9                | 77,8             |
|                                | MF Ronald Weemaes     | 7                | 9                | 77,8             |
| Quinta scacchiera (1ª riserva) |                       |                  |                  |                  |
|                                | MI Ennio Arlandi      | 5,5              | 7                | 78,6             |
|                                | Eduardo Vásquez       | 5,5              | 7                | 78,6             |
|                                | Najib Mohamed Saleh   | 10,5             | 14               | 75,0             |
|                                | Rurik Capella         | 6                | 8                | 75,0             |
| Sesta scacchiera (2ª riserva)  |                       |                  |                  |                  |
|                                | MF Tahmidur Rahman    | 6                | 7                | 85,7             |
|                                | MI Jorge Gómez Baillo | 6                | 7                | 85,7             |
|                                | Costas Perdikis       | 6,5              | 8                | 81,3             |

#### Miglior prestazione Elo
|  | Giocatore          | Prestazione Elo |
|  | ------------------ | --------------- |
|  | GM Garri Kasparov  | 2877            |
|  | GM Anatolij Karpov | 2800            |
|  | GM Lajos Portisch  | 2767            |

#### Medaglie individuali per nazione
| Nazione                   |   |   |   | Totali |
| ------------------------- | - | - | - | ------ |
| Unione Sovietica          | 3 | 1 | 0 | 4      |
| Guatemala                 | 1 | 0 | 0 | 1      |
| Thailandia                | 1 | 0 | 0 | 1      |
| Italia                    | 1 | 0 | 0 | 1      |
| Spagna                    | 1 | 0 | 0 | 1      |
| Bangladesh                | 1 | 0 | 0 | 1      |
| Argentina                 | 1 | 0 | 0 | 1      |
| Ungheria                  | 0 | 1 | 1 | 2      |
| Venezuela                 | 0 | 1 | 1 | 2      |
| Inghilterra               | 0 | 1 | 0 | 1      |
| Senegal                   | 0 | 1 | 0 | 1      |
| Turchia                   | 0 | 0 | 1 | 1      |
| Isole Vergini Britanniche | 0 | 0 | 1 | 1      |
| Pakistan                  | 0 | 0 | 1 | 1      |
| Rep. Dominicana           | 0 | 0 | 1 | 1      |
| Romania                   | 0 | 0 | 1 | 1      |
| Giordania                 | 0 | 0 | 1 | 1      |
| Belgio                    | 0 | 0 | 1 | 1      |
| Emirati Arabi Uniti       | 0 | 0 | 1 | 1      |
| Antille Olandesi          | 0 | 0 | 1 | 1      |
| Cipro                     | 0 | 0 | 1 | 1      |

## Torneo femminile
56 squadre (tra cui due greche) parteciparono al torneo femminile, per un totale di 221 giocatrici (quattro per squadra, tre titolari ed una riserva). Come il torneo open, anche quello femminile si svolse con il sistema svizzero, lungo 14 turni.
Il torneo fu dominato dall'Ungheria e dall'Unione Sovietica, che rimasero al primo e secondo posto fin dai primi turni, mantenendo un margine di almeno un paio di punti sulle altre squadre. Lo scontro diretto fu vinto dalle ungheresi al quinto turno per 2-1, ma le due nazionali si scambiarono spesso la testa della classifica, mantenendo un distacco di non più di mezzo punto l'una dall'altra, fino ad arrivare appaiata prima dell'ultimo turno, nel quale erano previste le sfide Ungheria-Svezia e Unione Sovietica-Paesi Bassi. L'oro fu vinto dalle ungheresi grazie ad una vittoria per 2-1, mentre le sovietiche non andarono oltre il pareggio 1,5-1,5. Fu la prima volta (ad eccezione delle Olimpiadi del 1976, cui non parteciparono) che le scacchiste sovietiche non vinsero l'oro.
Il bronzo fu vinto dalla Jugoslavia, che mantenne il terzo posto solitario per la maggior parte del torneo, difendendolo dall'attacco della Cina (che pure vinse 2-1 lo scontro diretto).

### Risultati assoluti
| Pos. | Squadra          | Giocatrici                                                                                  | Elo  | Punti |
| ---- | ---------------- | ------------------------------------------------------------------------------------------- | ---- | ----- |
|      | Ungheria         | Zsuzsa Polgár, Judit Polgár, MIF Ildikó Mádl, Zsófia Polgár                                 | 2400 | 33    |
|      | Unione Sovietica | GM Maia Chiburdanidze, GMF Elena Achmylovskaja, GMF Irina Levitina, Marta Litinskaja        | 2455 | 32,5  |
|      | Jugoslavia       | MFF Alisa Marić, MIF Gordana Marković, MIF Suzana Maksimović, Vesna Bašagić                 | 2300 | 28    |
| 4    | Cina             | GMF Liu Shilan, Xie Jun, Peng Zhaoqin, Wang Miao                                            | 1962 | 27    |
| 5    | Bulgaria         | GMF Margarita Vojska, MIF Pavlina Angelova, MIF Stefka Savova, Evgenia Pejčeva              | 2275 | 24    |
| 6    | Romania          | GMF Margareta Mureşan, MIF Gabriela Olăraşu, GMF Elisabeta Polihroniade, Cristina Bădulescu | 2267 | 24    |
| 7    | Grecia           | Marina Makropoulou, MIF Eva Kondou, Aspasia Giaidzi, Anna-Maria Botsari                     | 2207 | 24    |
| 8    | Cuba             | MIF Asela De Armas, MIF Zirka Frometa, MIF Vivian Ramón Pita, Maritza Arribas Robaina       | 2170 | 24    |
| 9    | Stati Uniti      | Anna Akhsharumova, MIF Diane Savereide, Inna Izrailov, Dolly Teasley                        | 2278 | 23,5  |
| 10   | Paesi Bassi      | Jessica Harmsen, GMF Alexandra Van der Mije, MFF Heleen De Greef, Mariëtte Drewes           | 2203 | 23,5  |

### Risultati individuali
Furono assegnate medaglie alle giocatrici di ogni scacchiera con le tre migliori percentuali di punti per partita e alle giocatrici con le tre migliori prestazioni Elo

#### Premi di scacchiera
|                             | Giocatore/Giocatrice    | Punti            | Partite          | %                |
| Prima scacchiera            | Prima scacchiera        | Prima scacchiera | Prima scacchiera | Prima scacchiera |
| --------------------------- | ----------------------- | ---------------- | ---------------- | ---------------- |
|                             | GMF Pia Cramling        | 12,5             | 14               | 89,3             |
|                             | GMF Tatjana Lemačko     | 9,5              | 12               | 79,2             |
|                             | Zsuzsa Polgár           | 10,5             | 14               | 75,0             |
| Seconda scacchiera          |                         |                  |                  |                  |
|                             | Judit Polgár            | 12,5             | 13               | 96,2             |
|                             | GMF Elena Achmylovskaja | 8,5              | 9                | 94,4             |
|                             | Mairéad O'Siochru       | 8,5              | 11               | 77,3             |
| Terza scacchiera            |                         |                  |                  |                  |
|                             | Maria Horvath           | 9                | 12               | 75,0             |
|                             | Peng Zhaoqin            | 10,5             | 14               | 75,0             |
|                             | Emeh Etowoko            | 9,5              | 13               | 73,1             |
| Quarta scacchiera (riserva) |                         |                  |                  |                  |
|                             | Y. Begum                | 6,5              | 8                | 81,3             |
|                             | Marta Litinskaja        | 9,5              | 12               | 79,2             |
|                             | Vesna Bašagić           | 7                | 9                | 77,8             |

#### Miglior prestazione Elo
|  | Giocatore        | Prestazione Elo |
|  | ---------------- | --------------- |
|  | Judit Polgár     | 2699            |
|  | GMF Pia Cramling | 2566            |
|  | Zsuzsa Polgár    | 2497            |

#### Medaglie individuali per nazione
| Nazione          |   |   |   | Totali |
| ---------------- | - | - | - | ------ |
| Ungheria         | 2 | 0 | 2 | 4      |
| Svezia           | 1 | 1 | 0 | 2      |
| Austria          | 1 | 0 | 0 | 1      |
| Cina             | 1 | 0 | 0 | 1      |
| Bangladesh       | 1 | 0 | 0 | 1      |
| Unione Sovietica | 0 | 2 | 0 | 2      |
| Svizzera         | 0 | 1 | 0 | 1      |
| Irlanda          | 0 | 0 | 1 | 1      |
| Nigeria          | 0 | 0 | 1 | 1      |
| Jugoslavia       | 0 | 0 | 1 | 1      |

## Medagliere
| Nazione                   | Torneo open      | Torneo open      | Torneo open      | Torneo open          | Torneo open          | Torneo open          | Torneo femminile | Torneo femminile | Torneo femminile | Torneo femminile     | Torneo femminile     | Torneo femminile     | Totale | Totale | Totale | Totale |
| Nazione                   | Torneo a squadre | Torneo a squadre | Torneo a squadre | Medaglie individuali | Medaglie individuali | Medaglie individuali | Torneo a squadre | Torneo a squadre | Torneo a squadre | Medaglie individuali | Medaglie individuali | Medaglie individuali | Totale | Totale | Totale | Totale |
| Nazione                   |                  |                  |                  |                      |                      |                      |                  |                  |                  |                      |                      |                      |        |        |        |        |
| ------------------------- | ---------------- | ---------------- | ---------------- | -------------------- | -------------------- | -------------------- | ---------------- | ---------------- | ---------------- | -------------------- | -------------------- | -------------------- | ------ | ------ | ------ | ------ |
| Unione Sovietica          | 1                | 0                | 0                | 3                    | 1                    | 0                    | 0                | 1                | 0                | 0                    | 2                    | 0                    | 4      | 4      | 0      | 8      |
| Ungheria                  | 0                | 0                | 0                | 0                    | 1                    | 1                    | 1                | 0                | 0                | 2                    | 0                    | 2                    | 3      | 1      | 3      | 7      |
| Bangladesh                | 0                | 0                | 0                | 1                    | 0                    | 0                    | 0                | 0                | 0                | 1                    | 0                    | 0                    | 2      | 0      | 0      | 2      |
| Svezia                    | 0                | 0                | 0                | 0                    | 0                    | 0                    | 0                | 0                | 0                | 1                    | 1                    | 0                    | 1      | 1      | 0      | 2      |
| Guatemala                 | 0                | 0                | 0                | 1                    | 0                    | 0                    | 0                | 0                | 0                | 0                    | 0                    | 0                    | 1      | 0      | 0      | 1      |
| Thailandia                | 0                | 0                | 0                | 1                    | 0                    | 0                    | 0                | 0                | 0                | 0                    | 0                    | 0                    | 1      | 0      | 0      | 1      |
| Italia                    | 0                | 0                | 0                | 1                    | 0                    | 0                    | 0                | 0                | 0                | 0                    | 0                    | 0                    | 1      | 0      | 0      | 1      |
| Spagna                    | 0                | 0                | 0                | 1                    | 0                    | 0                    | 0                | 0                | 0                | 0                    | 0                    | 0                    | 1      | 0      | 0      | 1      |
| Argentina                 | 0                | 0                | 0                | 1                    | 0                    | 0                    | 0                | 0                | 0                | 0                    | 0                    | 0                    | 1      | 0      | 0      | 1      |
| Austria                   | 0                | 0                | 0                | 0                    | 0                    | 0                    | 0                | 0                | 0                | 1                    | 0                    | 0                    | 1      | 0      | 0      | 1      |
| Cina                      | 0                | 0                | 0                | 0                    | 0                    | 0                    | 0                | 0                | 0                | 1                    | 0                    | 0                    | 1      | 0      | 0      | 1      |
| Inghilterra               | 0                | 1                | 0                | 0                    | 1                    | 0                    | 0                | 0                | 0                | 0                    | 0                    | 0                    | 0      | 2      | 0      | 2      |
| Venezuela                 | 0                | 0                | 0                | 0                    | 1                    | 1                    | 0                | 0                | 0                | 0                    | 0                    | 0                    | 0      | 1      | 1      | 2      |
| Senegal                   | 0                | 0                | 0                | 0                    | 1                    | 0                    | 0                | 0                | 0                | 0                    | 0                    | 0                    | 0      | 1      | 0      | 1      |
| Svizzera                  | 0                | 0                | 0                | 0                    | 0                    | 0                    | 0                | 0                | 0                | 0                    | 1                    | 0                    | 0      | 1      | 0      | 1      |
| Jugoslavia                | 0                | 0                | 0                | 0                    | 0                    | 0                    | 0                | 0                | 1                | 0                    | 0                    | 1                    | 0      | 0      | 2      | 2      |
| Paesi Bassi               | 0                | 0                | 1                | 0                    | 0                    | 0                    | 0                | 0                | 0                | 0                    | 0                    | 0                    | 0      | 0      | 1      | 1      |
| Turchia                   | 0                | 0                | 0                | 0                    | 0                    | 1                    | 0                | 0                | 0                | 0                    | 0                    | 0                    | 0      | 0      | 1      | 1      |
| Isole Vergini Britanniche | 0                | 0                | 0                | 0                    | 0                    | 1                    | 0                | 0                | 0                | 0                    | 0                    | 0                    | 0      | 0      | 1      | 1      |
| Pakistan                  | 0                | 0                | 0                | 0                    | 0                    | 1                    | 0                | 0                | 0                | 0                    | 0                    | 0                    | 0      | 0      | 1      | 1      |
| Rep. Dominicana           | 0                | 0                | 0                | 0                    | 0                    | 1                    | 0                | 0                | 0                | 0                    | 0                    | 0                    | 0      | 0      | 1      | 1      |
| Romania                   | 0                | 0                | 0                | 0                    | 0                    | 1                    | 0                | 0                | 0                | 0                    | 0                    | 0                    | 0      | 0      | 1      | 1      |
| Giordania                 | 0                | 0                | 0                | 0                    | 0                    | 1                    | 0                | 0                | 0                | 0                    | 0                    | 0                    | 0      | 0      | 1      | 1      |
| Belgio                    | 0                | 0                | 0                | 0                    | 0                    | 1                    | 0                | 0                | 0                | 0                    | 0                    | 0                    | 0      | 0      | 1      | 1      |
| Emirati Arabi Uniti       | 0                | 0                | 0                | 0                    | 0                    | 1                    | 0                | 0                | 0                | 0                    | 0                    | 0                    | 0      | 0      | 1      | 1      |
| Antille Olandesi          | 0                | 0                | 0                | 0                    | 0                    | 1                    | 0                | 0                | 0                | 0                    | 0                    | 0                    | 0      | 0      | 1      | 1      |
| Cipro                     | 0                | 0                | 0                | 0                    | 0                    | 1                    | 0                | 0                | 0                | 0                    | 0                    | 0                    | 0      | 0      | 1      | 1      |
| Irlanda                   | 0                | 0                | 0                | 0                    | 0                    | 0                    | 0                | 0                | 0                | 0                    | 0                    | 1                    | 0      | 0      | 1      | 1      |
| Nigeria                   | 0                | 0                | 0                | 0                    | 0                    | 0                    | 0                | 0                | 0                | 0                    | 0                    | 1                    | 0      | 0      | 1      | 1      |